# Pradźapati (bóg)
Pradźapati (Sanskryt प्रजापति, trl. prajāpati, Ojciec Jestestw,  „pan stworzeń, ojciec ludzkości, pradziad”) – dwupłciowe praźródło wszystkiego.

## Wedy
- Pradźapati jako pojedyncza postać, został on utożsamiony z wedyjskim Wiśwakarmanem, który według Rygwedy ukształtował świat.
- Identyfikowany był także z Puruszą - pierwotnym olbrzymem złożonym w ofierze, rokiem i ołtarzem ofiarnym, gdyż Purusza to Pradźapati; Pradźapati to rok”[3].
- Jako męska zasada stworzenia, tworzy parę z zasadą żeńską, którą reprezentuje Wać[4].

## Brahmany
W Brahmanach wymieniony jest jako pierwotny bóg, który stworzył Wedy, a następnie świat ze Złotego Jaja zanurzonego w prawodach. Widząc, że jest sam, stworzył bogów wstępując w niebo i asurów schodząc na ziemię. Nie mając potomstwa, rozgrzał się i podzielił się na dwie części, kobietę i mężczyznę.
Patron stanu kapłańskiego i twórca rytuału.

## Upaniszady
Upaniszada Ćhandogja opisuje Pradźapatiego jako nauczyciela przywódców dew i asurów.

## Manusmryti
„Traktat o zacności” (Manusmryti) wskazuje, iż Pradźapati to imię Brahmy. Inne dzieła mówią o takim imieniu dla Indry, Somy i Waruny.